# Imperatriz Gi
Imperatriz Gi (ou Imperatriz Ki; hangul: 기황후; 1315–1369/70) também conhecida como Imperatriz Qi (ou Ch'i; 奇皇后) em Chinês e Öljei Khutuk (Өлзий хутуг) em Mongol, foi uma das principais Imperatrizes de Toghon Temür da dinastia Yuan e mãe de Biliguetu Cã. Ela era originalmente de uma família aristocrata de Goryeo, atual Coreia, e se mudou para Yuan como uma concubina imperial de Toghon.

## Biografia
Imperatriz Gi nasceu em Haengju (행주 幸 州, atual cidade de Goyang), de uma família aristocrata de burocratas de baixa classe social. Seu pai era Gi Ja-oh (Coreano: 기자 오; Hanja: 奇子敖). Em 1333, a adolescente Lady Gi estava entre as concubinas enviadas a Yuan pelo rei de Goryeo, pois os reis tinham de fornecer um certo número de garotas adolescentes bonitas para servir de concubinas aos imperadores mongóis a cada três anos. Era considerado de prestígio casar-se com mulheres de Goryeo. Lady Gi, extremamente bonita e habilidosa em dança, conversação, canto, poesia e caligrafia, rapidamente se tornou a concubina favorita de Toghon Temür. O imperador Toghon Temür se apaixonou por ela e logo percebeu que passava muito mais tempo de sua companhia do que com a primeira Imperatriz Danashiri.
A Imperatriz Danashiri foi executada em 22 de julho de 1335 em um ato de eliminação devido a uma rebelião realizada por seu irmão Tangkishi. Quando Toghon Temür tentou promover Lady Gi à esposa secundária, o que contrariava a prática padrão de apenas tomar esposas secundárias dos clãs mongóis, criou-se tal oposição na corte a essa inédita promoção para uma mulher de Goryeo, que ele foi forçado a desistir. Bayan, que detinha o poder real em Yuan, se opunha à promoção de Lady Gi, assim como a Imperatriz Dowager, que considerava Lady Gi astuta. Em 1339, quando Lady Gi deu à luz a um filho, a quem Toghon Temür decidiu que seria seu sucessor, ele finalmente conseguiu que ela fosse nomeada sua esposa secundária em 1340. Como a esposa favorita do imperador, Lady Gi era muito uma mulher poderosa em Yuan. Quando Bayan foi expurgado, Lady Gi tornou-se a Imperatriz secundária em 1340 (a Imperatriz principal era Bayan Khutugh de Khongirad).
Toghon Temür perdeu cada vez mais interesse em governar enquanto seu reinado prosseguia. Durante este período, o poder foi exercido cada vez mais pelos talentos tanto político quanto econômico de Lady Gi. Isso levou a um dos períodos mais pacíficos e prósperos para o Yuan. Gi Cheol, irmão mais velho de Lady Gi, foi nomeado comandante do Quartel General do Campo Mongol Oriental - tornando-o, de fato, o verdadeiro governante de Goryeo - devido à sua influência e ela monitorou de perto os assuntos de Goryeo. Seu filho Aiuxiridara (Biliguetu Cã) foi designado príncipe herdeiro em 1353. Usando seu eunuco Bak Bulhwa (Coreano: 박불화; Hanja: 朴不花) como seu agente, ela iniciou uma campanha para forçar o Imperador a passar o trono imperial para ele. No entanto, suas intenções tornaram-se conhecidas pelo Imperador e seu filho cresceu distante dela.
Dependendo da posição de Lady Gi na capital imperial, seu irmão mais velho Gi Cheol foi ameaçar a posição do rei de Goryeo, que era um  estado-cliente dos mongóis. O rei Gongmin de Goryeo exterminou a família de Gi, através de um golpe em 1356 e tornou-se independente de Yuan. Lady Gi respondeu selecionando Tash Temur como o novo rei de Goryeo e despachou tropas para Goryeo. No entanto, as tropas mongóis foram derrotadas pelo exército de Goryeo enquanto tentavam atravessar o rio Yalu.
Dentro da capital mongol, uma disputa interna foi travada entre partidários e oponentes do príncipe herdeiro. Um líder da oposição, Bolud Temur, finalmente ocupou a capital em 1364. Seu filho fugiu para Köke Temur que apoiava ele, mas Lady Gi foi presa por Bolud Temur. Bolud Temür foi derrubado por Köke Temür no ano seguinte. Mais uma vez, ela tentou dar ao seu filho um título grão-cã, desta vez com o apoio de Köke Temür, mas foi em vão. Após  Bayan Khutugh morrer, Lady Gi foi elevada à Imperatriz principal.
O colapso do domínio mongol da China em 1368 obrigou-a a fugir para Yingchang. Em 1370, Toghon Temür morreu e seu filho subiu ao trono. A Imperatriz Gi tornou-se a Grande Imperatriz, mas logo depois disso desapareceu.

## Na cultura popular
- Retratada por Kim Hye-ri em 2005, no drama televisivo da MBC, Shin Don.
- Retratada por Ha Ji-won e Hyun Seung-min em 2013–2014, no drama televisivo da MBC Empress Ki.